# Bulleyia yunnanensis
Bulleyia yunnanensis är en orkidéart som beskrevs av Rudolf Schlechter. Bulleyia yunnanensis ingår i släktet Bulleyia och familjen orkidéer. IUCN kategoriserar arten globalt som starkt hotad. Inga underarter finns listade i Catalogue of Life.